# Das Gasthaus an der Themse (Film)
Das Gasthaus an der Themse ist ein Kriminalfilm und der zwölfte deutsche Edgar-Wallace-Film der Nachkriegszeit. Die Verfilmung des gleichnamigen Romans von Edgar Wallace (Originaltitel: The India Rubber Men: Inspector John Wade) wurde von Rialto Film produziert. Der Film wurde vom 6. Juni bis 11. Juli 1962 in Hamburg unter der Regie von Alfred Vohrer gedreht. Uraufführung war am 28. September 1962 im UFA-Pavillon in Berlin. Mit rund 4.000.000 Kinobesuchern während seines offiziellen deutschen Kinostarts ist dies der erfolgreichste deutsche Edgar-Wallace-Film von 37 Produktionen zwischen 1959 und 1972.

## Handlung
Ein harmloser Whiskyschmuggler wird tot auf seinem Boot gefunden, ermordet mit einer Harpune – dem Markenzeichen des mörderischen „Hai“. Scotland Yard steht vor einem Rätsel. Bereits seit längerer Zeit verbreitet dieser Verbrecher, der nach seinen Taten stets im Taucheranzug und mit einem Unterwasserschlitten durch die Londoner Kanalisation und die Themse entkommt, Angst und Schrecken.
Inspektor Wade von der Flusspolizei in Greenwich hat endlich eine vielversprechende Fährte: das „Mekka“, eine ominöse Hafenkneipe unweit des Tatorts. Die verschlagene Besitzerin Nelly Oaks und ihr undurchsichtiger Dauergast, der russische Gewürzhändler Gregor Gubanow, haben von dem Mord angeblich nichts mitbekommen. Nur Mrs. Oaks’ hübsche Pflegetochter Leila Smith scheint etwas zu wissen. Auf der Themse begegnet Wade kurz darauf dem Sportruderer Barnaby, der mit dem „Hai“ in der Mordnacht sogar zusammengestoßen war.
Der zwielichtige Kapitän Brown lädt Leila zum Dinner in das noble „Lancaster“ ein. Inspektor Wade warnt sie, als Oberkellner verkleidet, da Brown und Mrs. Oaks mit ihr üble Pläne schmieden. Wade entwendet dem Kapitän beim Servieren geschickt ein Armband aus Platin, an dem sich ein wappenähnlicher Anhänger befindet.
Der „Hai“ überrascht Wade in seinem Dienstzimmer bei der Flusspolizei, nimmt ihm das Armband wieder ab und verschwindet blitzschnell in der Themse. Wade hatte den Anhänger jedoch skizziert, und Barnaby erkennt darauf das „Siegel von Troja“. Als sich Wade auf einem Polizeiboot einem Frachtschiff dieses Namens nähert, wird auf ihn geschossen. Wade stellt sich tot. Im „Mekka“ aber wird schon sein Ende gefeiert. Nur Leila ist zutiefst erschüttert.
Wade vermutet einen Zusammenhang der Mordserie mit einem Großbrand, der 1945 das Schloss der reichen Familie Pattison vernichtete. Lediglich die Tochter, die jetzt kurz vor der Volljährigkeit steht, hatte das Feuer überlebt. Der freundliche Polizeiarzt Dr. Collins hilft Wade bei seinen Ermittlungen. Wade berichtet ihm, dass Leila auf der Stirn eine Brandnarbe hat.
Die verwirrte Anna Smith, Stammgast im „Mekka“, will der Polizei ein Geständnis machen und wird zum nächsten Opfer des „Hai“. Auch der Einbrecher und Hehler Roger Lane wird vom Harpunenpfeil getroffen. Wade hatte ihn gerade bei einem Tresoraufbruch überrascht und abführen lassen. Schließlich stirbt auch Gubanow: der „Hai“ erwischt ihn unter der „Siegel von Troja“. Es stellt sich heraus, dass der angebliche Gewürzhändler in Wirklichkeit „der beste Mann“ von Scotland Yard war.
Wade entdeckt, dass die ahnungslose Leila Smith tatsächlich die Tochter der Pattisons und damit eine Millionenerbin ist. Die Polizei durchsucht die „Siegel von Troja“. Kapitän Brown flüchtet zu Nelly Oaks, doch sie weigert sich, ihm zu helfen. Auch Brown fällt dem „Hai“ zum Opfer. Der „Hai“ entführt Leila, doch Wade nimmt die Verfolgung auf und kann sie befreien. Wade schießt dabei auf den „Hai“ und entgeht selbst den Pfeilen der Harpune nur knapp.
Schließlich findet sich Wade beim Polizeiarzt Dr. Collins ein und schildert seinen Verdacht gegen Barnaby. Dann aber überführt er den Arzt als den „Hai“. Collins, bereits von einer Kugel verletzt, nimmt sich mit einer Giftkapsel das Leben.
Schluss: Sir John, der Chef von Scotland Yard, steht auf einem Bootsanleger und jubelt den Teilnehmern am Boat Race, der Regatta Oxford–Cambridge, zu. Wade und Leila interessieren sich aber nur noch füreinander...
Und der gute Barnaby kommt mit einem Tretboot vorbei.

## Produktion
- Zum letzten Mal verfasste Egon Eis unter seinem Pseudonym Trygve Larsen ein Drehbuch für einen Edgar-Wallace-Film. Es war bereits Ende 1961 fertiggestellt, wurde jedoch von Harald G. Petersson und Gerhard F. Hummel unter dessen Pseudonym Piet ter Ulen noch einmal überarbeitet. Eis schrieb auch noch Drehbücher zu Das indische Tuch und Treatments zu Der Zinker und Der Hexer; bei der Umsetzung dieser Edgar-Wallace-Filme fanden seine Ideen jedoch kaum Verwendung.
- Noch vor dem Kinostart des Vorgängers Die Tür mit den sieben Schlössern begannen die Dreharbeiten zu diesem Film, bei dem abermals Alfred Vohrer die Regie übernahm.
- Die Außenaufnahmen drehte man in Hamburg; unter anderem im Holzhafen, wobei die (nicht mehr existierenden) vier Schornsteine des Kraftwerks Tiefstack zu sehen sind. Die London-Aufnahmen stammten aus dem Archiv. Die Innenaufnahmen entstanden, zum letzten Mal für einen Edgar-Wallace-Film, im Realfilm-Studio in Hamburg-Wandsbek. Rialto Film stellte dort 1964 noch den Film Wartezimmer zum Jenseits her, ebenfalls unter der Regie von Alfred Vohrer. Die Schluss-Szene mit Barnaby und dem Tretboot wurde auf dem Reiherstieg(großer Hafenkanal) vor der Hamburger Rethe-Hubbrücke gedreht, die 2015 durch einen Neubau ersetzt wurde.
- Neben einigen in der Wallace-Reihe bereits etablierten Darstellern übernahmen Heinz Engelmann und Richard Münch wichtige Gastrollen. Star des Films war jedoch Elisabeth Flickenschildt, der Filmkomponist Martin Böttcher für die Rolle der zwielichtigen Barbesitzerin Nelly Oaks außerdem das Chanson Besonders in der Nacht (Text: Ute Kuntze-Just) auf den Leib schrieb.
- Im Vorspann des Films war zum ersten Mal der berühmte Satz „Hallo! Hier spricht Edgar Wallace“ zu hören, zunächst jedoch ohne die später davor ertönenden Schüsse.
- Der Film wurde von der FSK nach Kürzung einer Szene ab 16 Jahren freigegeben. Die gekürzte Szene wird in den Unterlagen der FSK wie folgt beschrieben: Bei der Verhaftung von Mr. Lane (Jan Hendriks) antwortet Sir John (Siegfried Schürenberg) nach der Äußerung „Ich glaube, wir haben ihn“ mit dem Satz: „Was heißt ‚Ich glaube‘? – Wir sind doch hier nicht in der Kirche.“ 1991 folgte die Freigabe ab 12 Jahren. Der Film wurde im Fernsehen später in einer stark gekürzten Fassung ausgestrahlt. Auch der im Original farbige Vorspann wurde lediglich in Schwarzweiß wiedergegeben. Inzwischen wurde der Film in der originalen Kinofassung auf DVD veröffentlicht.
- Der Name der mit Klaus Kinski besetzten Rolle des „Gregor Gubanow“ ist eine Anspielung auf den Geburtsnamen des Produzenten Horst Wendlandt, der als Horst Otto Grigori Gubanov geboren wurde.